# Multitáctil

Ejemplo de pantalla multitáctil.

Multitáctil es el nombre con el que se conoce a una técnica de interacción persona-computador y al hardware que la aplica. La tecnología multitáctil consiste en una pantalla táctil o panel táctil que reconoce simultáneamente múltiples puntos de contacto, así como el software asociado a esta que permite interpretar dichas interacciones simultáneas.

## Historia
El desarrollo de esta técnica comienza en el año 1982, con un trabajo realizado por la Universidad de Toronto (tabletas digitalizadoras multitáctiles) y los laboratorios Bell (pantallas multitáctiles). El primer dispositivo comercial que utilizaba esta tecnología fue el Lemur Input Device, un controlador multimedia profesional de la compañía francesa JazzMutant que apareció en el mercado en 2005. En julio de 2007, Apple registró la palabra multi-touch junto con su iPhone. En la actualidad multitud de reproductores MP3, así como infinidad de terminales móviles y tabletas incluyen soporte multitáctil entre sus características.

## Funcionamiento

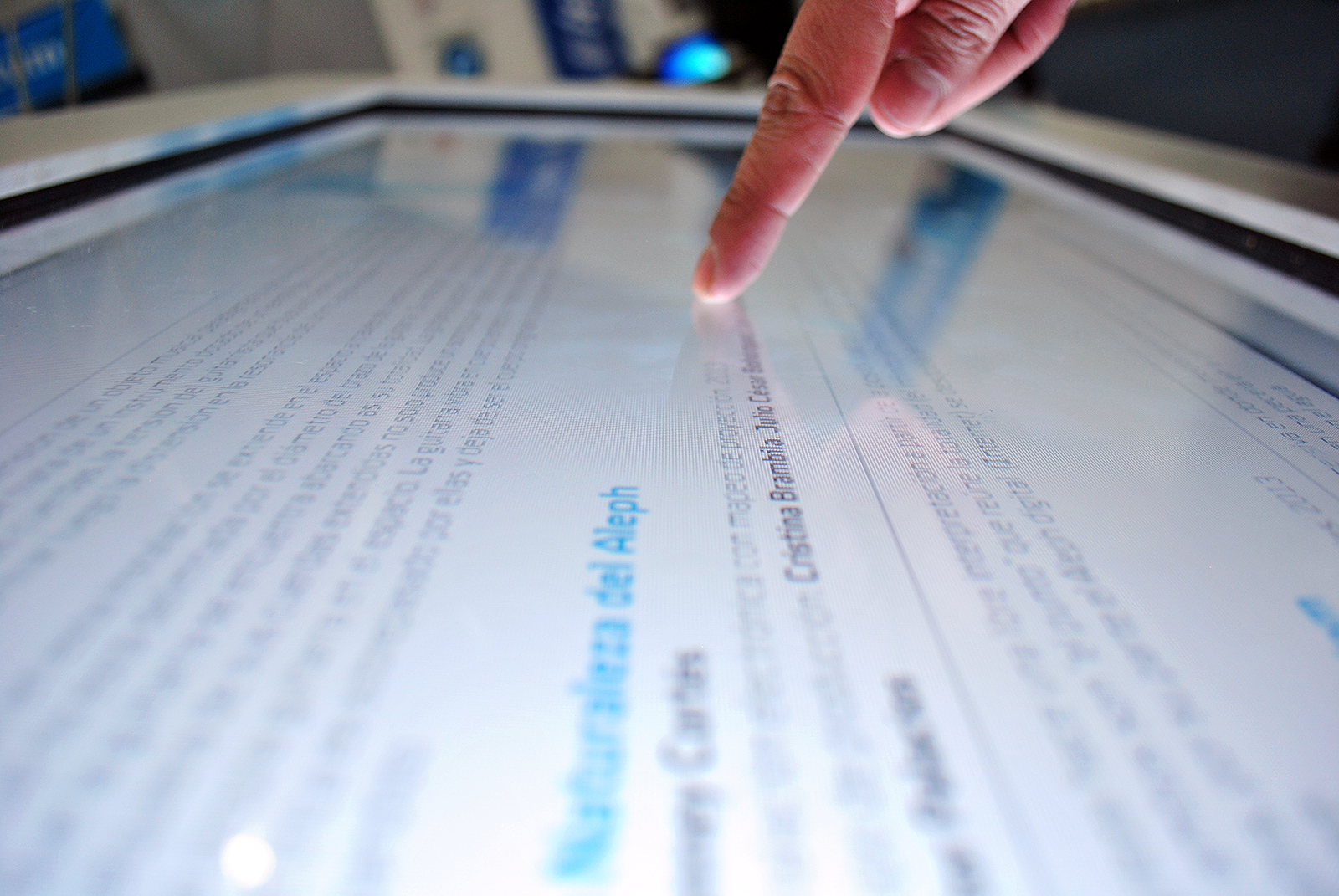
Dedo tocando la superficie de una pantalla multitáctil.

Las pantallas tactilares pueden ser capacitivas (como con las que se equipan muchos teléfonos móviles modernos y que se accionan solamente con los dedos). También pueden estar formadas por una matriz de sensores ópticos. La característica más importante es que permiten obtener la posición de varios puntos de contacto sobre ella de manera simultánea. A menudo también permite calcular la presión o el ángulo de cada uno de los puntos de contacto de forma independiente, lo que permite hacer gestos e interactuar con varios dedos o manos de manera simultánea (de manera similar a los acordes de mouse) y proveer así de una interacción mejor a través de gestos mucho más intuitivos.
Dependiendo del tamaño del dispositivo, algunos de estos son lo suficientemente grandes para que varios usuarios puedan utilizarlos de manera simultánea. Otro aspecto importante de esta técnica es que permite realizar zums en la aplicación que se esté manejando con solo usar dos dedos de una manera más directa que con otros dispositivos como el ratón o el estilo.
Las investigaciones actuales van dirigidas a intentar calcular otros parámetros como por ejemplo saber qué dedo concreto es el que está tocando en cada una de las posiciones (por ejemplo el pulgar, el índice, etc.). La captura por sensores ópticos además de reconocer el tacto con los dedos reconoce otros objetos con los que el usuario quiera interactuar como lápices, varas e inclusive pelotas de hule espuma por ejemplo. Utilizando el software adecuado varios usuarios pueden trabajar o jugar aventando objetos a la pantalla en un juego de tiro al blanco por ejemplo